# Solomon Elimimian
Solomon Elimimian (Calabar, 21 ottobre 1986) è un giocatore di football americano nigeriano che gioca nel ruolo di linebacker per i BC Lions della Canadian Football League (CFL).

## Carriera
Dopo non essere stato scelto nel Draft NFL 2008, Elimimian firmò coi Buffalo Bills della NFL, da cui fu svincolato dopo due gare di pre-stagione. Nel 2010 firmò coi BC Lions della CFL, venendo premiato come rookie dell'anno. Nel 2012 provò a fare ritorno nella NFL con Minnesota Vikings e Cleveland Browns, senza scendere mai in campo. Fece così ritorno ai Lions disputando le ultime sei gare della stagione 2012. Nel 2014 stabilì il record della CFL con 143 tackle, diventando il primo difensore della storia della lega ad essere premiato come MVP, oltre che come difensore dell'anno. Prima della stagione 2015, firmò un rinnovo contrattuale triennale del valore di 700.000 dollari.

## Palmarès

### Franchigia
- Grey Cup: 1

BC Lions: 2011

### Individuale
- MVP della CFL: 1

2014
- Difensore dell'anno della CFL: 2

2014, 2016
- CFL All-Star: 3

2011, 2014, 2016
- Rookie dell'anno della CFL - 2010

## Statistiche
CFL
| Tackle     | 444 |
| Sack       | 19  |
| Intercetti | 7   |